# SIMカード

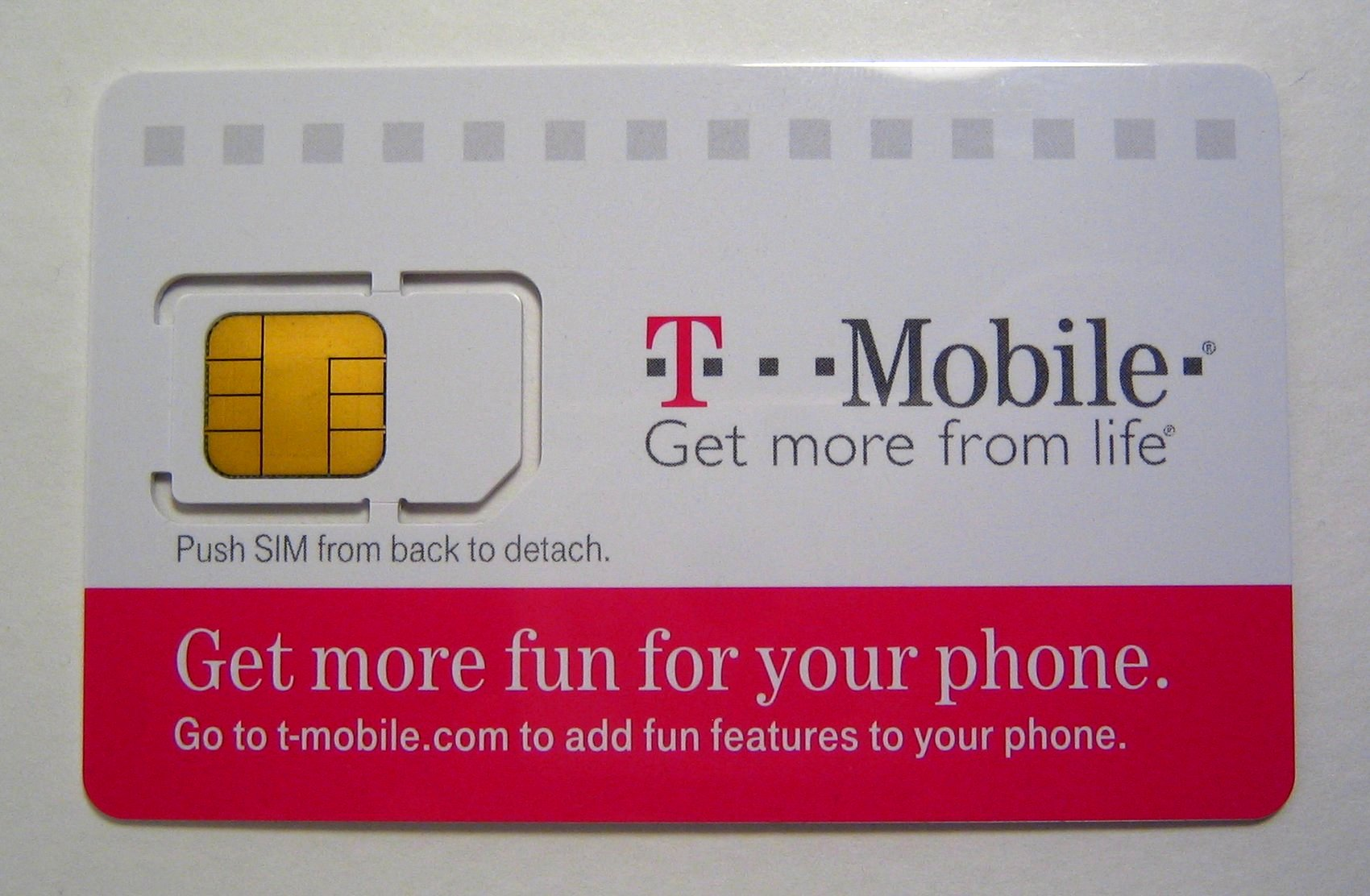
T-MobileのSIMカード。クレジットカードサイズのカードから切り離して使用

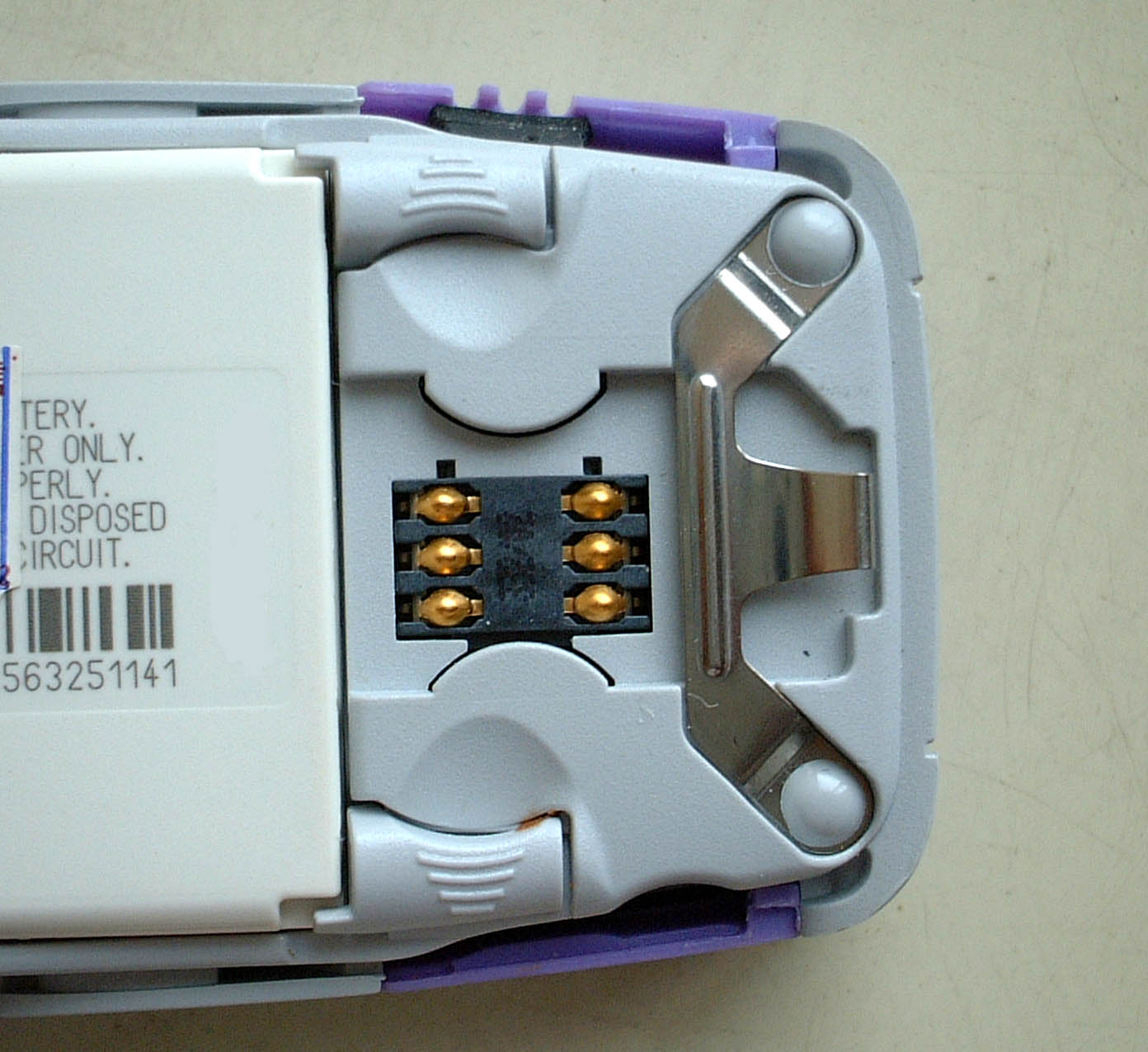
電話側のSIMカードソケットの例。中央黒い四角の部分

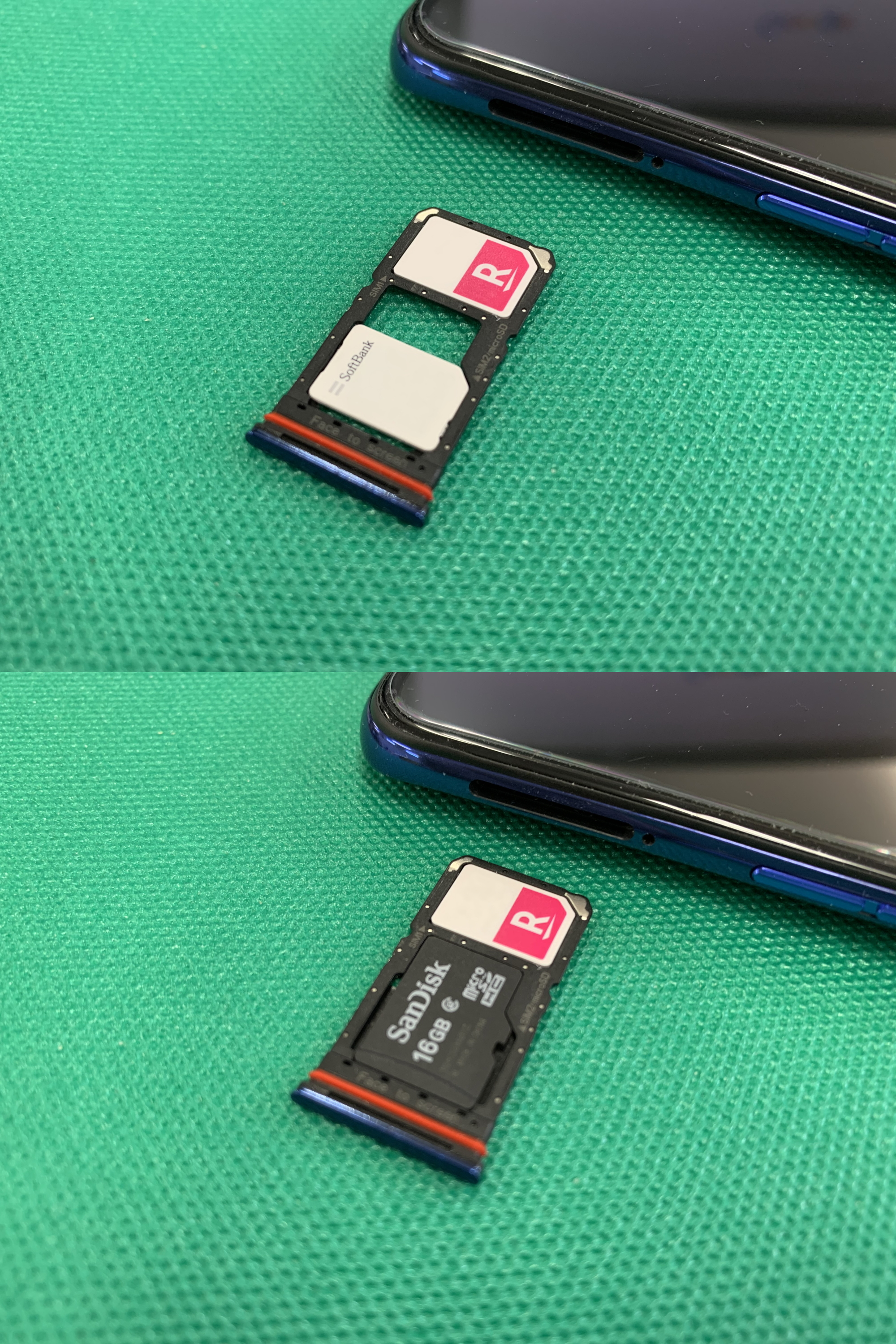
SIMカードスロットの例。SIM1は、NanoSIMカード専用。SIM2は、NanoSIMカードもしくはmicroSDカードの排他利用。

SIMカード（シムカード、英語: Subscriber Identity Module Card）とは、GSMやW-CDMAなどの方式の携帯電話で使われている、加入者を識別するためのID番号が記録されたICカード。なお、第2.5世代移動通信システムの方式の一つ、IS-95で使われるICカードをCSIMカードと呼ぶ。なお、日本のcdmaOneではこの方式は採用されなかった。
第3世代携帯電話用のSIMカードは機能が拡張されており、W-CDMA（UMTS）に利用するものをUIMカードないしUSIMカード、CDMA2000に利用するものをR-UIMカードと言うが、基本的に互換性があるため、特に区別せずにSIMカードと呼ぶことが多い。
ボーダフォン（Vodafone）のかつてのロゴはこのSIMカードの形状がモチーフである。

## 概要
SIMカードには、IMSI（International Mobile Subscriber Identity）と呼ばれる固有の番号が付与されており、これと電話番号を結びつけることにより通信を可能とする。SIMカードを抜き差しすることで、電話番号を他の携帯電話機に移したり、ひとつの携帯電話端末で複数の電話番号を切替えて使用したりすることができる。
ただし、SIMカードは頻繁に抜き差しすることを想定したものではなく、多くの電池交換可能な電話端末では、電池を取り外さないとSIMカードの抜き差しができないような構造になっている。いっぽうで電池交換不可能な端末では、電源を入れたまま抜き差しが可能となっているが、端末（端末のオペレーティングシステム・ファームウェア）により、自動で新たなSIMカードを認識する場合や、一度機内モードに切り替える必要がある場合、抜き差しを検知すると強制的に再起動がかかる場合など挙動に違いがみられる。
日本国内で入手できるSIMカードは、キャリア（通信会社）からの貸与品であり、名目上は解約時に返却しなければならないが、実際にキャリアから返却を求められることはまれで、ユーザー側で処分することが一般的である。プリペイドSIMカードの場合は、最終使用時から一定期間の後に失効して発信も着信も出来なくなるため、解約手続きは不要である。失効する期限は、最終使用から半年程度が多い。ソフトバンクモバイルのプリモバイルの場合は、残高有効期限切れから360日以内にリチャージを行わないと自動解約扱いとなる。

## 規格

左から順にフルサイズのSIM（1FF）、ミニSIM（2FF）、マイクロSIM（3FF）、ナノSIM（4FF）

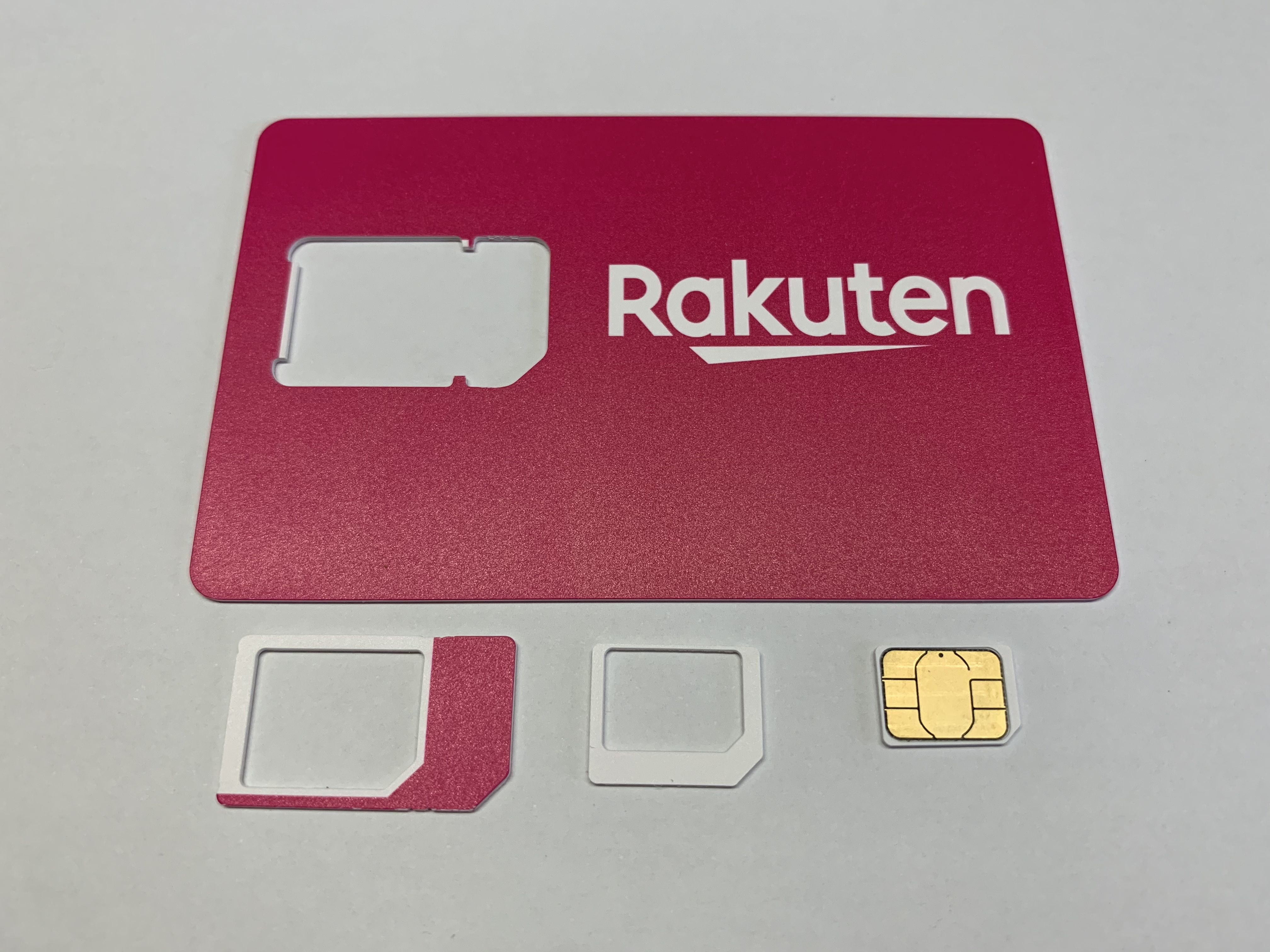
ミニSIM、マイクロSIM、ナノSIMの3サイズに対応したマルチカットSIM。

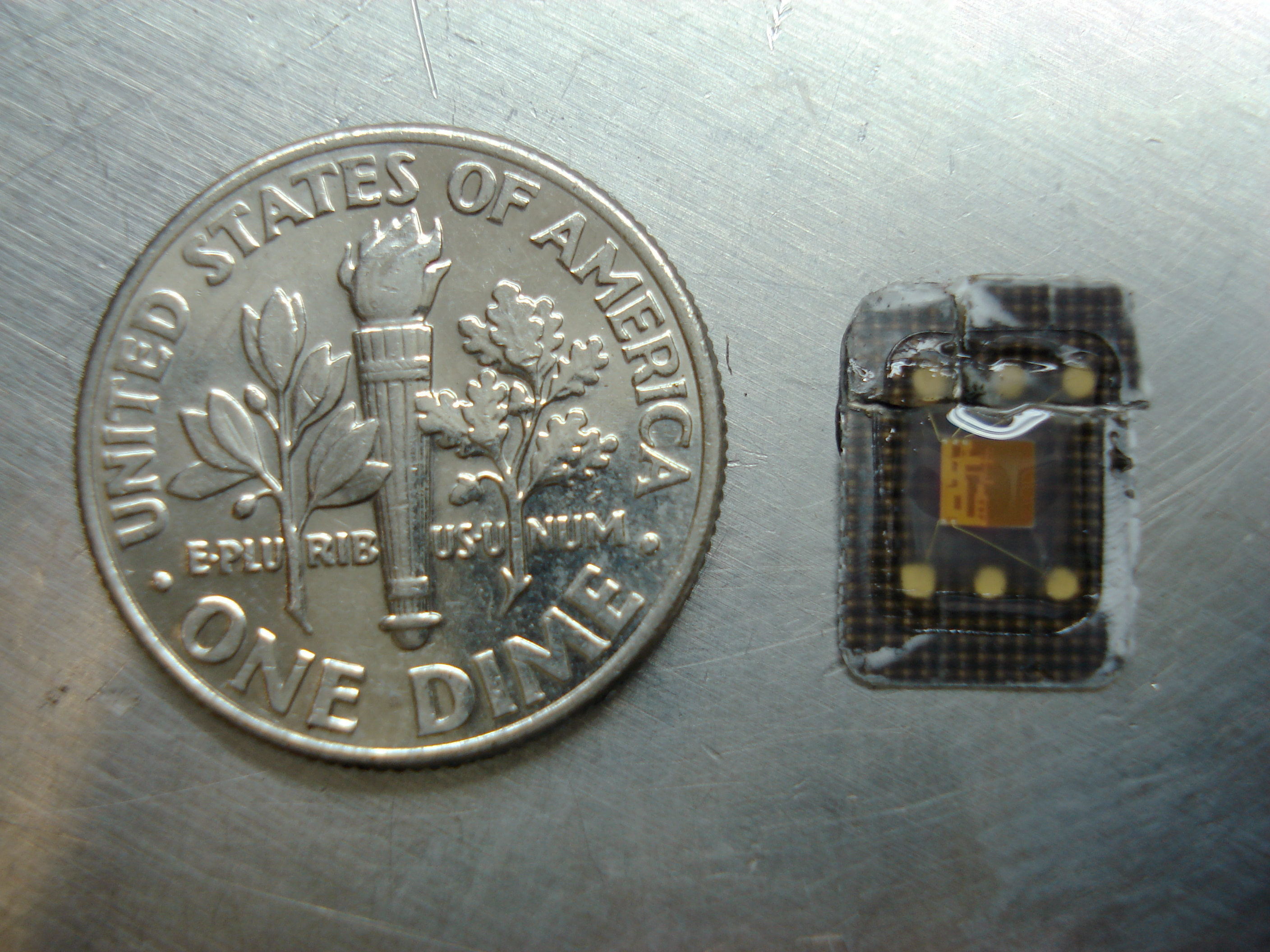
micro-SIMカードからプラスチックのケースを取り除いたもの。10セント硬貨（直径18mm）とのサイズ比較。

記憶容量は64kバイト程度。実用化されている最大容量は2005年時点で128Mバイトであった。2008年までに1Gバイトへと大容量化する方針のメーカーもある。小容量のカードでは契約者の個人情報や電話帳を50件ほど保存できるのみだが、大容量のカードではコンテンツ情報などを保存することもできる。
SIMカードと移動機との間は、半二重シリアル通信である。基本的な伝送速度は9,600ビット/秒で、伝送速度をネゴシエーションによって111,500ビット/秒まで上げることができる。
UICC（Universal Integrated Circuit Card）はGSMやUMTSの移動機に使われるスマートカードである。GSMネットワークではUICCはSIMアプリを内蔵し、UMTSネットワークではUSIMアプリを内蔵する。UICCにはこれ以外に様々なアプリケーションを内蔵することができる。
近年ETSI-SCPで標準化された高速UICC規格（IC USB）では、USB2.0の物理層の規格を修正し、通常速度12メガビット/秒で通信できる（ETSI TS 102.600）。この場合、UICCのC4とC8ピンを使い、物理層より上のUSB規格は互換性がある。
SIMカードの物理的な形状は当初は大きなカード状だったが、時代が下り、携帯電話やその部品が小型化されるのに従ってSIMカードもより小型に変更されており、2020年現在までにフルサイズのSIM、ミニSIM、マイクロSIM、ナノSIMの4つの規格が存在している。また、部品の更なる小型化のためにeSIMと呼ばれる物理的なカードの抜き差しを伴わない規格も存在する。

### フルサイズのSIM
オリジナルのSIMカードはISO/IEC 7810 のID-1規格の外形寸法を持つ、いわゆるクレジットカードサイズ（幅85.6mm×高さ53.98mm×厚み0.76mm）の接触型ICカードで、1991年に登場し、初期の自動車電話や大型の携帯電話で使われた。最初のフォームファクタ（The first form factor）という意味で1FFとも呼ばれる。
後に登場した各種の小型SIMカードがクレジットカードサイズの状態で提供され、そこからICチップの部分だけを切り離して使用される形になっていることが多いのは、このフルサイズのSIMとの互換性を企図していた時代の名残である。

### ミニSIM
ミニSIM（mini-SIM）はPlug-in UICCとも呼ばれ、カードの外形寸法はISO/IEC 7810 のID-000で規定され、幅25mm×高さ15mm×厚み0.76mmである。1996年に登場した。2FF（The second form factor）とも呼ばれる。
フルサイズのSIMよりも後に登場した規格ではあるが、携帯電話の本格的な普及期には既にフルサイズのSIMをそのまま使用する端末は廃れていたため、このミニSIMが「標準SIM（Standard SIM）」「普通のSIM（Normal SIM）」と呼ばれることが多い。

### マイクロSIM
マイクロSIM（microSIM、micro-SIM）はミニSIM（mini-SIM）より小型の規格で、大きさは幅15mm×高さ12mm×厚み0.76mmである。欧州電気通信標準化機構（ETSI）の規格であるETSI TS 102 221 V9.0.0により定められた。3FF（The third form factor）、Mini-UICCとも呼ばれる。2003年に登場した。
今でも一部のMVNOの端末で使われている。また、NTTドコモではmicroSIMを「mini FOMAカード」または「miniUIMカード」と称していた。

### ナノSIM
ナノSIM（nanoSIM、nano-SIM）はマイクロSIMよりも小型の規格で、大きさは幅12.3mm×高さ8.8mm×厚み0.67mmである。ETSIのETSI TS 102 221 V11.0.0規格により定められた。2012年に登場。4FF（The fourth form factor）とも呼ばれる。
Appleが2012年にiPhone 5で採用し、2020年現在では殆どのメーカーの携帯電話でこのナノSIMが主流となっている。

### eSIM
eSIM（Embedded-SIM）は、SIMカードに相当する機能を端末に内蔵し、SIMカードに書き込まれる情報を遠隔でダウンロードすることができる規格である。2016年に登場した。物理的なカードの受け渡しが不要となるため携帯電話回線の利用開始を迅速に行えるというメリットがあり、またカードの着脱が不要となるため端末にカードスロットを設ける必要がなく、更なる小型化や自由度の高い端末デザインが可能である。
通常は極小サイズのチップとして端末内に表面実装され、電気的なインターフェースは従来のカード型のSIMと同一である。M2M（機器間通信）機器向けのフォームファクタという意味でMFF2とも呼ばれる。ただし、GSMA RSPバーション2ではチップ形状だけでなくカード型のものも定義されており、規格上はEmbedded（組み込まれた）の原義から外れる実装もありうる。
遠隔ダウンロード型のSIMとしては2014年にAppleがApple SIMという独自のサービスとして先行して実現していたが、初期のApple SIMは端末に従来型のSIMカードを挿入しそのSIMカードを書き換えるという手法をとっていた。eSIM規格に正式対応した最初の端末は2016年に登場したサムスンのGear S2となった。その後、アップルも2017年頃からはApple SIMも埋込み型になり、2018年発売の端末からはeSIM規格にも対応した。

## セキュリティ

### SIM PIN
SIMカードはその名の通り契約者を識別する重要なものにもかかわらず、差し替えるだけで他の端末で回線を利用できる。そのため、盗んだ携帯電話端末からSIMカードだけを抜き取って悪用する手口が存在する。
このような犯罪から身を守るため、利用者の任意でSIMカードロックをかけることができる。本機能を有効にしている間は、SIMカードを挿し直したり端末の電源を入れ直したりする度にPIN入力が要求され、正しいPINを入力するまではSIMカードの全機能が利用できなくなる。
SIMカードには他にもいくつか暗証が存在する。なお、これらはすべてSIMカードそのものに設定されるもので、端末（ないしは端末のSIMスロット）に依存するものではない。
- PIN1コード
  - 任意で変更可能な4～8桁の数字で、SIMカードロックの本人認証・オンオフの切替に使用する。3回連続で間違えるとPIN1ロック状態になる。

- PIN2コード
  - 任意で変更可能な4～8桁の数字で、ユーザー証明書の各種操作や積算料金情報のリセットに使用する。3回連続で間違えるとPIN2ロック状態になる。

- PINロック解除コード（PUK）
  - 変更不可能な8桁の数字で、PIN1・2ロック状態の解除とPIN1・2コードの再設定に使用する。10回連続で間違えるとSIMカードが完全にロックされ、SIMカードの再発行が必要になる。

## NFC
UICC（SIMカード等）にNFC（Near Field Communication：近距離無線通信）のアプリケーションを内蔵し、移動機（携帯電話端末）内のCLFとUICC（SIMカード等）を、SWPやHCIでインタフェースする事により非接触型決済機能をUICC（SIMカード等）に付加できる。
3GPPリリース7にて、非接触型ICカード機能をサポートするUICCへの拡張規格が決まった。これはUICC（SIMカード等）とNFCの無線通信を行う非接触無線チップCLF（Contactless Front End）とのインタフェースを規格化したものである。このインタフェースはSWP（Single Wire Protocol）という。CLFは通常、移動機のプリント基板に実装されるが、同時にCLFは移動機内に実装されたNFC用のアンテナに接続され、外部のリーダ・ライターとNFCの通信を行う。
SWPはETSI-SCPで策定されており（ETSI TS 102.613）、UICCとCLF間でシリアル伝送を行う。SWPは、物理層とデータリンク層（MAC層とLLC層）をUICCとCLF間に提供する。SWPは、UICCのC6ピンとグランドC1ピンの2線で通信を行うが、電圧と電流のハイ・ロー2値をそれぞれ使うことによって、全2重通信を行っている。すなわち、CLF側からは電圧のハイ・ローの2値を使い、UICC側からは電流のハイ・ローの2値を使って通信する。ただし、UICC側からの電流値は、CLF側からの電圧値がハイの時間のみ有効となる。この方式により、上り・下りとも同一の伝送速度を達成することができる。SWPは最大で1.6Mbps程度の速度が達成されることが報告されている。
SWPの上位層でUICCやCLF間の通信を管理するHCI（Host Controller Interface）が同じくETSI-SCPで規格化されている（ETSI TS 102.622）。HCIはUICCとCLF間の通信を主な目的としているが、CLFをマスターとしたスタートポロジー構成となっており、ノード間のルーティングがサポートされている。

## データ
ICCID（Integrated Circuit Card ID）
最大19桁であり、1 - 2桁目は産業識別（電気通信は89）、3 - 4桁目は国番号（日本は81）、日本の場合、5 - 6桁目は事業者番号、7 - 18桁目はカード番号、19桁目はチェックデジットである。
| 事業者                                                                         | 事業者番号 |
| ------------------------------------------------------------------------------ | ---------- |
| 旧：ワイモバイル[注 1] （旧：イー・アクセス←イー・モバイル）                   | 00         |
| 阪神ケーブルエンジニアリング                                                   | 02         |
| 楽天モバイル                                                                   | 09         |
| NTTドコモ                                                                      | 10         |
| ソフトバンク（主にSoftBankブランド） （旧：ボーダフォン→ソフトバンクモバイル） | 20         |
| KDDI・沖縄セルラー電話連合（au）                                               | 30         |
| UQコミュニケーションズ                                                         | 31         |
| 旧：ウィルコム                                                                 | 70         |
| Wireless City Planning                                                         | 71         |
IMSI（International Mobile Sub scriber Indentity）
最大15桁であり、MCC3桁、MNC2 - 3桁、MSIN最大10桁で構成される。

## 日本のSIMカード

### ポストペイ

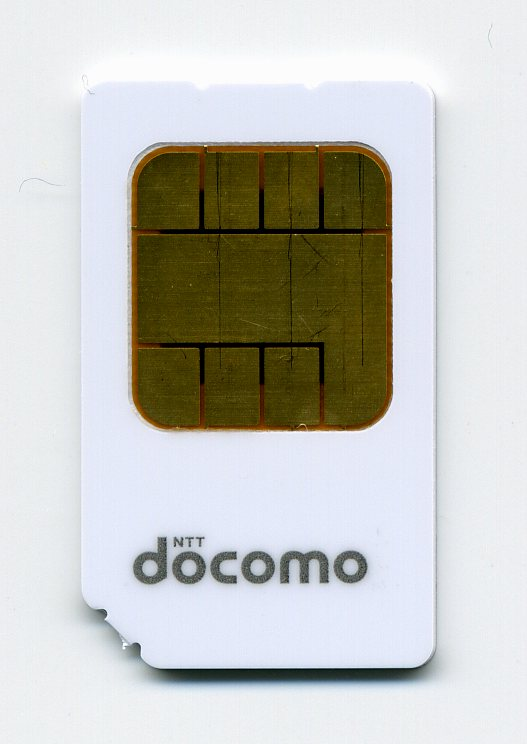
FOMAカード DN03

日本では、第2世代携帯電話が主流だった時期には、SIMカードを使う2G方式の代表であるGSMがサービスされていないため、使われていなかった。
ただし、NTTドコモの自動車電話機の一部機種では「DoCoMoアプリケーションカード」と呼ばれる、クレジットカードと同サイズのICカードを利用していた。また、NTTドコモの組み込み型パケット通信基盤の一部（タクシー用クレジットカード決済器など）で「DoPaチップ」を採用している物がある。これは日本独自のもので、PDC（mova）方式である。
3GではW-CDMAを採用したNTTドコモのFOMAやソフトバンクモバイルのSoftBank 3Gのサービスインにより、UIMカードが使われるようになった。
- ドコモのFOMAではFOMAカード、およびXiに対応したものとしてドコモUIMカード。
- SoftBank 3Gでは、SoftBank 3G USIMカードと呼ばれている。
- データ通信サービスで新規参入したイー・モバイルも、W-CDMA方式のためUIMカード（EM chip）を採用している。

また、au（KDDI・沖縄セルラー電話連合）も国際ローミングの強化（グローバルパスポートGSM）を目的としてCDMA 1X WINで、R-UIMカード（au ICカード）を導入し、日本の3G携帯電話はすべてUIMカード相当のICカードを採用することとなった。
また、日本の3G携帯電話では、ダウンロードしたコンテンツに対してIMSIやIMEI（International Mobile Equipment Identity、電話機の固有番号）による保護がかけられていることが多く、ダウンロードに使用したものと異なるUIMカードを挿した場合、通話・通信はできても、ダウンロード済みのコンテンツの利用ができない場合がある。UIMカードを紛失・破損・不具合・盗難などにより再発行した場合も同様の可能性がある。
SIMカードの通話や通信以外の利用法としては、NTTドコモのFirstPassというサービスがある。利用者が電子証明書の発行を受けてこれをFOMAカードに格納し、SSLクライアント認証や電子署名に利用するものである。なお、このサービスは2012年8月31日で終了している。

### プリペイド

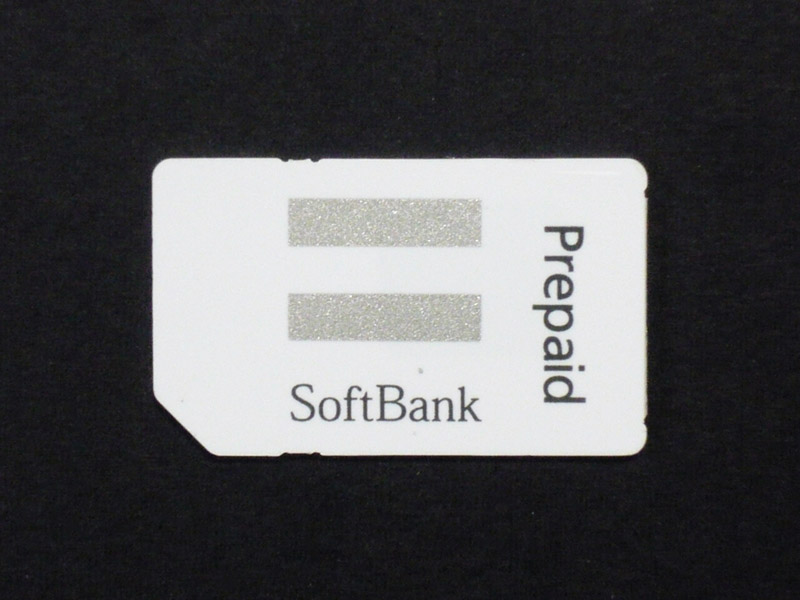
プリモバイル用SoftBank 3G USIMカード

日本のプリペイドSIMカードは、ソフトバンクモバイルの「プリモバイル」および「（iPad専用）プリペイドプラン」、イー・モバイルの「EMチャージ」、So-netの「Prepaid LTE SIM by So-net」、日本通信の「3GB定額」、IIJmioの「Japan Travel SIM powered by IIJmio」などがある。Prepaid LTE SIM by So-netは日本初の自動販売機で販売されるプリペイドSIMカードである。
サービス開始当初は、関西国際空港に自動販売機が設置され、その後に成田国際空港や新千歳空港などに販売エリアを広げている。EMチャージとPrepaid LTE SIM by So-netと3GB定額はデータ通信に特化したサービスであるため、音声通話に用いる電話番号が取得できない。音声通話を行うには、代替手段としてLINEやスカイプなどのインターネット電話を用いる必要がある。
au（KDDI／沖縄セルラー電話）のぷりペイドでも、au ICカードを利用したものは存在するが、事実上は、端末に電話番号を書き込む方式に近い。
また、2017年現在ではMVNOオペレータ、大手通信事業者各社よりプリペイドSIMが、空港や家電量販店等で販売されている。これらは主に訪日外国人旅行者や短期帰国者向けの商品ではあるが、日本人でも問題なく購入/利用可能。
日本国内でプリペイド方式で提供されるSIMは、データ通信専用であり、音声通話は不可であると紹介サイトなどに記載されていることが多いが、これは誤りであり、音声通話に対応したプリペイドSIMも存在する。
携帯電話不正利用防止法に則り、音声通話対応SIMを入手する場合は、本人確認が必要となる。データ通信のみのSIMに関しては、法律の規制対象外のため必須ではないが、各社のサービス契約プランや方針によって異なっており、情報登録の有無については各事業者に確認が必要。

### PHS用
PHS用SIMカードとしては2005年にPIMカードが規格化され、中国でのPHSサービス（小霊通）等へ採用されている。ただし日本国内では、2009年12月現在、PIMカードを発行しているPHSキャリアは存在しない。
2008年2月にウィルコムより日本国内で初のPIMカード採用端末であるWX130S（SII製）が発売された。これはPIMカードをサポートしている中国のPHSサービスを利用するためであり、日本国内でPHSサービスを利用するためには従来通り端末へ電話番号の書き込みが必須である。なお、ウィルコムからの提供は終了している。
また、かつてウィルコムが行っていた、台湾・タイ王国・ベトナム等でのPHSの国際ローミングは、現地の電話番号を端末へ直接書き込む方式を採用しているため、PIMカードやSIMカードを利用することはない。

#### W-SIM

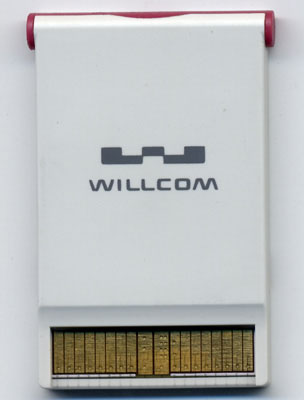
W-SIM

なお、ウィルコムも一部の端末でW-SIM（ウィルコムシム）と称する独自仕様のモジュールを採用していた。これは契約情報だけでなく、アンテナを含む無線通信機能から電話帳機能までも内蔵しており、端末から無線機能を切り離すことによって、端末の開発期間を短縮できるほか、無線技術を持たないメーカーの参入をも容易にするものであった。例えば、バンダイから発売された「キッズケータイpapipo!」がW-SIMを採用していたほか、ハンディターミナルやテレメタリングのような機器組み込み用途・産業用途にも採用されていた。
なお、GSM方式の通信機能を内蔵したW-SIM、CM-G100（IAC製）も販売されていた。この製品は、GSM用SIMカードスロットを搭載したW-SIM対応端末にGSMのSIMカードを装着するものであった。

### XGP用
Wireless City Planning（以前はウィルコムが提供）のXGP（WILLCOM CORE XGP）によるデータ通信サービスでは、XGP Cardと呼ばれるICカードを採用している。XGP Cardの規格自体はUIMカード互換ではあるものの、Wireless City PlanningのWILLCOM CORE XGPサービスは現状データ通信のみであり、音声通話がサポートされていないため、カード内に電話番号情報は書き込まれていない。あくまでも、利用者認証のためとしている。
そのためXGP CardをUIMカード対応の電話機端末へ挿入しても、音声通話サービス等を利用することは不可能である。ただし、当時のウィルコムとしては、将来的にXGP Cardを利用し、音声通話をサポートする可能性を否定してはいなかった。

### 自動販売機
2014年4月22日、日本での自動販売機では初めて関西国際空港で売られる。

### eSIM
eSIMについてはこれまでNTTドコモ・au・ソフトバンクの既存3社は積極的ではなく、Apple Watch用に提供するのみであった。その後後述するように総務省の取組の影響もあり、順次対応を始めている。
- NTTドコモは2017年の時点でタブレット端末dtabをeSIM専用端末として導入済み、また2021年1月に行われた社長の井伊基之へのインタビューでは新料金プラン「ahamo」を含め音声通話対応のeSIMの提供を行う意志がある事を表明[25]、その後メインブランドのドコモ及びahamoにおいて同年9月8日よりeSIMの提供を開始する[26]。
- KDDIは新ブランド「povo」でeSIMに対応[27]、メインブランドのauも2021年8月26日より対応を開始[28]、既存サブブランドのUQ mobileは9月以降に対応した[29]。
- ソフトバンクは2021年3月から開始のオンライン専業新ブランド「LINEMO」及び既存サブブランドのY!mobileでeSIMの取り扱いを開始[30]、メインブランドのソフトバンクも同年7月14日よりeSIMの取り扱いを開始している[31][32]。
- 2020年に新規参入した楽天モバイルは、音声通話対応のeSIMを提供しており、eSIM専用端末も販売している[33]。

MVNO事業者ではインターネットイニシアティブが当初ドコモ回線でデータ通信専用eSIMを提供、2022年11月からはau回線で音声通話機能付きeSIMの提供を開始している。KDDIグループのソラコムが海外旅行者向けデータ通信専用eSIMを提供しているほか、NTTコミュニケーションズと丸紅ネットワークソリューションズが法人向けに提供している。テレコムスクエアも2020年12月より日本国内外で使用可能なプリペイド式のデータ通信専用eSIMのサービスを開始、KDDIもオンライン特化のMVNO事業者KDDI Digital Lifeを発足させ、2021年よりeSIMサービスの開始を予定している。
総務省はキャリア間の乗り換えを円滑にする施策をまとめる「スイッチング円滑化タスクフォース」を2020年11月から数回にわたって開催しており、その中でeSIMの普及促進を挙げている。検討課題としては、設定するためのプロファイルの漏洩の可能性やクローンSIMの作成など不正利用の問題といったセキュリティ上の懸念、大手キャリアがMVNOにeSIMの機能を解放する際のコストの問題、ユーザー側の理解度、SIMロックの可否などが挙がっている。

### 法規制
音声通話が可能な状態での通信端末や音声通話に対応したSIMカード等は、携帯電話不正利用防止法の規制対象となり、契約者の本人性確認の義務付けや、不正な譲渡の禁止等がなされている。なお、データ通信専用となる通信端末やSIMカード等は、同法の規制対象外であり、SIMカードが挿入されていない端末も規制の対象外となる。
一部のMVNO/MVNE事業者では、データ通信専用となる通信端末やSIMカード等について本人確認書類の授受を省略しているものがある。

## 日本国外のSIMカード
一般的にプリペイドユーザーの比率は日本に比べて高い。Vodafone社の“Pay as you talk”と“Pay monthly”など、日本国外の多くのキャリアは、ポストペイドSIMカードもプリペイドSIMカードも販売している。さらに、ロンドンのヒースロー空港のように、入国者向けにSIMカードの自動販売機が設置されている場合もある。
テレコムスクエア・トラベルヴォイスアンドネット・ドイツテレコム日本法人など、日本で日本国外の携帯電話通信会社のSIMカードを輸入販売している会社も存在する。
通話や通信以外の利用法としては、フィンランドのように、'Citizen Certificate'を入れ、電子身分証明書として使用する動きもある。

## 世界で一般的なSIMカードの使用
空港・電話会社・コンビニエンスストアなど、日本でも一部販売店で、他国キャリアのプリペイドSIMカードを購入し、SIMロックされていない自分の端末に入れて使用できる。通常、購入に際してはパスポート等の身分証明書が必要。その端末はその国の電話番号になる。
- 地元のキャリアのSIMを利用した場合は、通話は地元キャリア経由。
  - A国に滞在中、A国のB氏に電話する場合：端末→B氏の国内通話
  - A国に滞在中、日本のC氏に電話する場合：端末→日本→C氏の国際通話

- 日本で売っている国際ローミングSIM利用の場合、すべての通話は日本経由。
  - A国に滞在中、A国のB氏に電話する場合：端末→日本→A国→B氏の折返し国際通話
  - A国に滞在中、日本のC氏に電話する場合：端末→日本→C氏の国際通話

- A国のSIMカードを日本に持込む場合、通話はA国経由。

- A国のSIMカードを日本に持込んでA国の電話番号で発着信することも、キャリアによっては可能である。前者の場合と特に区別する場合はローミングインと言う。ただしGSMだけに対応した端末を持込んでも使用は出来ず、W-CDMA対応の端末を持ち込むか借りる必要がある。
- A国の中の国内通話はその国のキャリアのSIMカードを選択した方が安い。しかし国際通話料金は、その国のキャリアの国際通話料金と、国内キャリアのローミング国際通話料金と、どちらが安いかの比較になる。
- 国際ローミング利用の場合、A国で日本から着信した場合にも着信側に課金されることが多い。日本側からは国内通話に見えても、実際は国際通話料金が発生していてそれを課金する必要があるため。